# 花山院定誠
花山院 定誠（かさんのいん さだのぶ）は、江戸時代前期の公卿。左大臣・花山院定好の三男。官位は正二位・内大臣。花山院家24代当主。

## 経歴
京都にて誕生。2人の兄（忠広・定教）が若くして没した後、承応2年（1653年）に家督を継ぐ。
承応元年（1652年）に叙爵。以降累進し、寛文5年（1665年）に権大納言に就任。その後辞職したが、天和3年（1683年）には再び権大納言に再任された。延宝3年（1675年）から貞享元年（1684年）8月23日にかけて武家伝奏役を務めた。
貞享元年10月3日（1684年11月9日）、禁中にて泥酔した武家伝奏役・甘露寺方長と口論となった。天皇の怒りを買った方長は蟄居を命じられ、12月16日付けで権大納言・武家伝奏を解任されている。定誠は同年12月12日（1685年）に内大臣に任ぜられ、貞享3年（1686年）まで務めた。
元禄5年（1692年）、52歳で出家して自寛と号した。宝永元年（1704年）、薨去。享年65。

## 系譜
- 正室：大炊御門経孝娘
  - 長男：定重
  - 長女：鷹司輔信正室
  - 次男：持実
- 継室：稲葉信通娘
- 生母不明の子女
  - 次女